# Severino Rivas
Severino Rivas Barja (Loentia, Lugo, 1875 - Puertomarín, Lugo, 1936) fue un político socialista español, alcalde de Castro de Rey (Lugo) durante la Segunda República Española.

## Biografía
Nació el 13 de septiembre de 1875. Habiendo enviudado a finales de la década de 1920, envió a su hijo menor, Darío Rivas, entonces de 8 años, a Argentina, donde ya residían sus hermanas mayores. Hombre de extensa cultura y vinculado al PSOE, en 1936 fue elegido alcalde de Castro de Rey. Con el estallido de la Guerra civil, y la caída en manos de los sublevados de toda Galicia, estuvo apenas tres meses en el cargo. En octubre de 1936 fue apresado en el hotel España de Lugo, y pocos días después, el 29 de octubre, asesinado junto a la capilla de Cortapezas, en la localidad de Portomarín, junto con un combatiente de las guerrillas republicanas.

## Entierro
Fue enterrado anónimamente en una fosa común en lo que entonces era el atrio de la capilla (y posteriormente el cementerio). Durante más de 50 años, Darío Rivas intentó por todos los medios encontrar los restos de su padre. En 1994, durante un viaje de Darío a España, un antiguo vecino de Portomarín le proporcionó los datos que le permitieron hallar el lugar de enterramiento. Después de largas gestiones, y con la intervención de la Asociación para la Recuperación de la Memoria Histórica, los restos de Rivas Barja fueron finalmente enterrados en el panteón familiar de Loentia en agosto de 2005. Su hijo, de 85 años, pudo finalmente completar una búsqueda que le había llevado más de dos tercios de su vida.
La lápida reza

Severino Rivas Barja. Que fue alcalde de Castro de Rei, nacido el 13 de septiembre de 1875. Lo asesinaron en Portomarín los falangistas el 29 de octubre de 1936. Volvió a casa para descansar en paz el 19 de agosto de 2005.

- Datos: Q11703786